# Ramelle
Ramelle (llamada oficialmente Santa María de Ramelle) es una parroquia y un lugar español del municipio de Friol, en la provincia de Lugo, Galicia.

## Organización territorial
La parroquia está formada por cinco entidades de población:
- As Pedreiras
- Casbarreiro
- Outeiro (O Outeiro)
- Ramelle
- Salgueiro (O Salgueiro)

## Demografía

### Parroquia
| Gráfica de evolución demográfica de Ramelle (parroquia) entre 2000 y 2019 |
|                                                                           |
| Datos según el nomenclátor publicado por el INE.                          |

### Lugar
| Gráfica de evolución demográfica de Ramelle (lugar) entre 2000 y 2019 |
|                                                                       |
| Datos según el nomenclátor publicado por el INE.                      |